# Vinneuf
 Vinneuf  es una población y comuna francesa, en la región de Borgoña, departamento de Yonne, en el distrito de Sens y cantón de Sergines. Esta pequeña localidad está ubicada cerca de la orilla del rio Yonne a unos 80 km al sureste de París.

## Demografía
| 760 | 740 | 823 | 900 | 1078 | 1203 |
| Para los censos de 1962 a 1999 la población legal corresponde a la población sin duplicidades (Fuente: INSEE [Consultar]) |     |     |     |      |      |